# John Michael Bolger
John Michael Bolger (The Bronx (New York), 27 juni 1956) is een Amerikaans acteur.

## Biografie
Bolger begon met acteren in 1986 in de televisieserie The Equalizer. Hierna speelde hij rollen in televisieseries en films zoals Beauty and the Beast (1989-1990), Carlito's Way (1993), Third Watch (2000-2003) en Public Enemies (2009).

## Filmografie[1]

### Films
Uitgezonderd korte films.
- 2016: Wolves - als Irish
- 2009: Public Enemies – als Martin Zarkovich
- 2005: Rounding First – als Gene
- 2005: War of the Worlds – als man die vrouw vasthoudt
- 2000: Seed – als Francis Seed
- 1997: Private Parts – als technicus op Music Awards
- 1995: Closer to Home – als Dean
- 1993: Carlito's Way – als politieagent
- 1991: Delirious – als Len
- 1988: Twins – als beveiliger

### Televisieseries
Uitgezonderd eenmalige gastrollen.
- 2000-2003: Third Watch – als luitenant Johnson – 27 afl.
- 2001: 100 Centre Street – als rechercheur Allen – 2 afl.
- 1997-1998: Brooklyn South – als officier Tom Pittorino – 2 afl.
- 1997: Pacific Blue – als Robert Enright – 2 afl.
- 1990: Grand  - als Manny – 2 afl.
- 1989-1990: Beauty and the Beast – als rechercheur Greg Hughs – 5 afl.

- Bibliothèque nationale de France: cb16218412k (data)
- International Standard Name Identifier: 0000 0000 9984 9450
- Virtual International Authority File: 148278139